# Rheum yunnanense
Rheum yunnanense är en slideväxtart som beskrevs av G. Samuelsson. Rheum yunnanense ingår i släktet rabarbersläktet, och familjen slideväxter. Inga underarter finns listade i Catalogue of Life.